# Chrysogorgia rotunda
Chrysogorgia rotunda is een zachte koraalsoort uit de familie Chrysogorgiidae. De koraalsoort komt uit het geslacht Chrysogorgia. Chrysogorgia rotunda werd in 1913 voor het eerst wetenschappelijk beschreven door Kinoshita.